# Semyon Fedotov

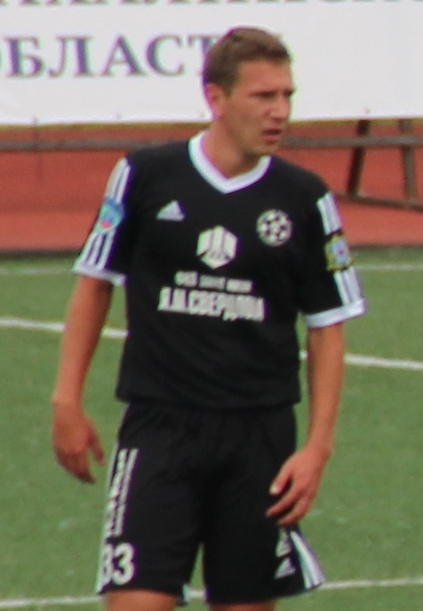
Semyon Fedotov năm 2014

Semyon Aleksandrovich Fedotov (tiếng Nga: Семён Александрович Федотов; sinh ngày 2 tháng 3 năm 1992) là một cầu thủ bóng đá người Nga. Anh thi đấu cho F.K. Torpedo Vladimir.

## Sự nghiệp câu lạc bộ
Anh ra mắt chuyên nghiệp cho P.F.K. CSKA Moskva vào ngày 15 tháng 12 năm 2010 trong trận đấu tại UEFA Europa League 2010–11 trước AC Sparta Prague.